# Fontaine-lès-Clerval
Fontaine-lès-Clerval és un municipi francès situat al departament del Doubs i a la regió de Borgonya - Franc Comtat. L'any 2007 tenia 236 habitants.

## Demografia

### Població
El 2007 la població de fet de Fontaine-lès-Clerval era de 236 persones. Hi havia 100 famílies de les quals 32 eren unipersonals (8 homes vivint sols i 24 dones vivint soles), 36 parelles sense fills, 24 parelles amb fills i 8 famílies monoparentals amb fills.
La població ha evolucionat segons el següent gràfic:
Habitants censats

### Habitatges
El 2007 hi havia 122 habitatges, 102 eren l'habitatge principal de la família, 3 eren segones residències i 18 estaven desocupats. 118 eren cases i 4 eren apartaments. Dels 102 habitatges principals, 92 estaven ocupats pels seus propietaris i 10 estaven llogats i ocupats pels llogaters; 12 tenien tres cambres, 22 en tenien quatre i 68 en tenien cinc o més. 82 habitatges disposaven pel capbaix d'una plaça de pàrquing. A 45 habitatges hi havia un automòbil i a 42 n'hi havia dos o més.

### Piràmide de població
La piràmide de població per edats i sexe el 2009 era:
| Homes | Edats   | Dones |
| ----- | ------- | ----- |
| 0     | 95 o +  | 0     |
| 0     | 90 a 94 | 0     |
| 0     | 85 a 89 | 12    |
| 8     | 80 a 84 | 0     |
| 0     | 75 a 79 | 8     |
| 8     | 70 a 74 | 12    |
| 0     | 65 a 69 | 4     |
| 12    | 60 a 64 | 16    |
| 4     | 55 a 59 | 0     |
| 8     | 50 a 54 | 4     |
| 12    | 45 a 49 | 8     |
| 8     | 40 a 44 | 4     |
| 0     | 35 a 39 | 12    |
| 8     | 30 a 34 | 8     |
| 12    | 25 a 29 | 4     |
| 12    | 20 a 24 | 4     |
| 4     | 15 a 19 | 4     |
| 4     | 10 a 14 | 20    |
| 8     | 5 a 9   | 20    |
| 4     | 0 a 4   | 4     |

## Economia
El 2007 la població en edat de treballar era de 137 persones, 96 eren actives i 41 eren inactives. De les 96 persones actives 89 estaven ocupades (51 homes i 38 dones) i 7 estaven aturades (4 homes i 3 dones). De les 41 persones inactives 15 estaven jubilades, 6 estaven estudiant i 20 estaven classificades com a «altres inactius».

### Ingressos
El 2009 a Fontaine-lès-Clerval hi havia 103 unitats fiscals que integraven 244 persones, la mediana anual d'ingressos fiscals per persona era de 14.361 €.

### Activitats econòmiques
Dels 7 establiments que hi havia el 2007, 1 era d'una empresa extractiva, 3 d'empreses de comerç i reparació d'automòbils, 1 d'una empresa financera i 2 d'empreses immobiliàries.
L'únic servei als particulars que hi havia el 2009 era un taller de reparació d'automòbils i de material agrícola.
L'any 2000 a Fontaine-lès-Clerval hi havia 11 explotacions agrícoles que ocupaven un total de 172 hectàrees.

## Poblacions més properes
El següent diagrama mostra les poblacions més properes.